# Briefmarken-Jahrgang 1927 der Deutschen Reichspost
Der Briefmarken-Jahrgang 1927 der Deutschen Reichspost umfasste sieben Sondermarken und eine Dauermarke, die als Ergänzungswert zur Serie Köpfe berühmter Deutscher von 1926 erschien. Vier der Sondermarken waren mit einem Zuschlag versehen, obwohl der Zuschlagswert nicht auf der Marke angegeben war. Die drei restlichen Marken stammten aus der Dauermarkenserie Köpfe berühmter Deutscher, die anlässlich der Tagung des Internationalen Arbeitsamtes in Berlin mit einem zweizeiligen Aufdruck („I.A.A. / 10.–15.10.1927“) versehen wurden. Diese Marken waren nur knapp eineinhalb Monate gültig. 
Daneben gab es noch die ersten acht Dienstmarken der neuen Strohhut-Muster Serie.

## Liste der Ausgaben und Motive
Legende
- Bild: Eine bearbeitete Abbildung der genannten Marke. Das Verhältnis der Größe der Briefmarken zueinander ist in diesem Artikel annähernd maßstabsgerecht dargestellt. Sollten keine Marken abgebildet sein, liegt es daran, dass das Urheberrecht des Künstlers noch nicht erloschen ist.
- Beschreibung: Eine Kurzbeschreibung des Motivs und/oder des Ausgabegrundes. Bei ausgegebenen Serien oder Blocks werden die zusammengehörigen Beschreibungen mit einer Markierung versehen eingerückt.
- Wert: Der Frankaturwert der einzelnen Marke in Pfennig. Ein „+“ bedeutet, dass es sich um eine Zuschlagsmarke handelt (= Frankaturwert + Spende).
- Ausgabedatum: Das Datum des erstmaligen Verkaufs dieser Briefmarke.
- Gültig bis: Das Datum, an dem die Gültigkeit endete.
- Auflage: Soweit bekannt, wird hier die zum Verkauf angebotene Anzahl dieser Ausgabe angegeben.
- Entwurf: Soweit bekannt, wird hier angegeben, von wem der Entwurf dieser Marke stammt.
- Mi.-Nr.: Diese Briefmarke wird im Michel-Katalog unter der entsprechenden Nummer gelistet.

| Sondermarken | |                  |                       |                   |           |                 |           |
| Bild         | Beschreibung | Werte in Pfennig | Ausgabe- datum (1927) | gültig bis        | Auflage   | Entwurf         | MiNr.     |
|              | Flugpostausgabe Adler (Ergänzungswert zur Ausgabe von 1926) Stilisierter Adler                                                   | 15               | 1. Mai                | 30. Juni 1934     |           | O. H. W. Hadank | A379      |
|              | 80. Geburtstag des Reichspräsidenten Paul von Hindenburg Wohltätigkeitsausgabe für die Deutsche Nothilfe                         | 8 (+7)           | 26. September         | 31. Juli 1928     | 4.801.295 |                 | 403       |
|              | Wohltätigkeitsausgabe für die Deutsche Nothilfe                                                                                  | 15 (+15)         | 26. September         | 31. Juli 1928     | 4.652.152 |                 | 404       |
|              | Wohltätigkeitsausgabe für die Deutsche Nothilfe                                                                                  | 25 (+25)         | 26. September         | 31. Juli 1928     | 714.259   |                 | 405       |
|              | Wohltätigkeitsausgabe für die Deutsche Nothilfe                                                                                  | 50 (+50)         | 26. September         | 31. Juli 1928     | 389.666   |                 | 406       |
|              | Tagung des Internationalen Arbeitsamtes in Berlin Sonderaushilfsausgabe der Serie Köpfe berühmter Deutscher Ludwig van Beethoven | 8                | 10. Oktober           | 30. November 1927 |           |                 | 407 → 389 |
|              | Sonderaushilfsausgabe der Serie Köpfe berühmter Deutscher Immanuel Kant                                                          | 15               | 10. Oktober           | 30. November 1927 |           |                 | 408 → 391 |
|              | Sonderaushilfsausgabe der Serie Köpfe berühmter Deutscher Johann Wolfgang von Goethe                                             | 25               | 10. Oktober           | 30. November 1927 |           |                 | 409 → 393 |
| Dauermarken  | |                  |                       |                   |           |                 |           |
| Bild         | Beschreibung | Werte in Pfennig | Ausgabe- datum (1927) | gültig bis        | Auflage   | Entwurf         | MiNr.     |
|              | Dauermarkenserie Köpfe berühmter Deutscher (Ergänzungswert zur Ausgabe von 1926) Ludwig van Beethoven                            | 8                | August                | 30. Juni 1933     |           |                 | 389       |
| Dienstmarken | |                  |                       |                   |           |                 |           |
| Bild         | Beschreibung | Werte in Pfennig | Ausgabe- datum (1927) | gültig bis        | Auflage   | Entwurf         | MiNr.     |
|              | Dienstmarkenausgabe Wertziffer auf sogenanntem “Strohhut- oder auch Korbdeckelmuster”                                            | 3                | 1927                  | 31. Dezember 1936 |           |                 | 114       |
|              | | 5                | 1927                  | 31. Dezember 1936 | 115       |                 |           |
|              | | 8                | 1927                  | 31. Dezember 1936 | 116       |                 |           |
|              | | 10               | 1927                  | 31. Dezember 1936 | 117       |                 |           |
|              | | 15               | 1927                  | 31. Dezember 1936 | 118       |                 |           |
|              | | 20               | 1927                  | 31. Dezember 1936 | 119       |                 |           |
|              | | 30               | 1927                  | 31. Dezember 1936 | 120       |                 |           |
|              | | 40               | 1927                  | 31. Dezember 1936 | 121       |                 |           |